# Fédération de la Gauche Démocrate et Socialiste
De Fédération de la Gauches Démocrate et Socialiste FGDS, Nederlands: Federatie van de Linkse Democraten en Socialisten, was in de jaren 60 een samenwerkingsverband van linkse politieke partijen in Frankrijk. Daarnaast was de FGDS ook een parlementaire groepering in de Assemblée nationale.

## Deelnemende partijen en clubs
- Section Française de l'Internationale Ouvrière SFIO van Guy Mollet
- Parti Radical-Socialiste van René Billères
- Union Démocratique et Socialiste de la Résistance UDSR en de Convention des Institutions Républicaines van François Mitterrand
- Union des Groupes et Clubs Socialistes van Jean Poperen
- Union des Clubs pour le Renouveau de la Gauche van Alain Savary

## Geschiedenis
De Fédération de la Gauches Démocrate et Socialiste ontstond in december 1965 met de bedoeling de kandidatuur van François Mitterrand bij de presidentsverkiezingen van 1965 te ondersteunen. Het initiatief voor de oprichting van de FGDS ging van Gaston Defferre van de SFIO en van Mitterrand, toen van de UDSR, uit. Hoewel Mitterrand de presidentsverkiezingen van dat jaar niet won, vormde Mitterrand een schaduwkabinet bestaande uit leden van de FGDS. Bij de parlementsverkiezingen van 1967 behaalde de FGDS 121 zetels in de Assemblée nationale. Bij de parlementsverkiezingen een jaar later ging de FGDS sterk achteruit. De FGDS kreeg in totaal maar 16,5% van de stemmen, 57 zetels. Het FGDS viel hierna uiteen, vooral onder druk van de SFIO, die het socialisme van Mitterrand in twijfel trokken. Deze actie leidde tot een ernstige verzwakking van links in het Franse parlement.
De Parti Socialiste PS werd in 1969 op aandrang van Mitterrand opgericht. De PS was in feite een fusie van alle partijen die deel hadden uitgemaakt van de FGDS, met uitzondering van de Parti Radical-Socialiste.

## Uitslagen parlementsverkiezingen
De Fédération de la Gauches Démocrate et Socialiste deed mee aan de parlementsverkiezingen van 1967 en van 1968:
| jaar | %     | zetels                                                           |
| ---- | ----- | ---------------------------------------------------------------- |
| 1967 | 19%   | 121 waaronder vier afgevaardigden van de Parti Socialiste Unifié |
| 1968 | 16,5% | 57                                                               |